# 포다르케스
포다르케스(그리스어: Ποδάρκης)는 그리스 신화에서 이피클레스의 아들이며 헤라클레스의 조카이다 프로테실라오스의 동생이다. 이들 형제는 헬레네의 구혼자들로 다른 그리스 장군들과 마찬가지로 메넬라오스와의 약속을 지키게 되었다.
그는 형 프로테실라오스와 함께 퓔라케, 퓌라소스의 병력을 40척의 전항에 나누어 거느리고 트로이아 전쟁에 참여하였는데 프로테실라오스는 트로이아에 상륙하자 마자 죽고 말았다. 그는 형을 대신하여 퓔라케군을 이끌었다.
나중의 전설에 따르면, 그는 아마조네스의 여왕 펜테실레아에 의해 죽었다고 한다.
한편, 트로이아의 왕 프리아모스의 원래 이름도 포다르케스였다.